# Лучивна
Лучивна (слч. Lučivná) насељено је мјесто са административним статусом сеоске општине (слч. obec) у округу Попрад, у Прешовском крају, Словачка Република.

## Становништво
| Година:    | 1994. | 2004.    | 2014.   | 2024.   |
| ---------- | ----- | -------- | ------- | ------- |
| Број људи: | 822   | 982      | 993     | 937     |
| Разлика:   |       | +19,46 % | +1,12 % | -5,63 % |

| Година:    | 2023. | 2024.   |
| ---------- | ----- | ------- |
| Број људи: | 936   | 937     |
| Разлика:   |       | +0,10 % |

Према подацима о броју становника из 2011. године насеље је имало 977 становника.